# 야고보 (알패오의 아들)
알패오의 아들 야고보(히브리어: יעקב, 그리스어: Ιάκωβος, 라틴어: Iacobus, ? ※ 62년)는 예수 그리스도의 부르심을 받은 열두 제자 즉 기독교의 사도 가운데 한 사람이다. 야고보라는 이름은 ‘발꿈치를 잡다’라는 뜻이다. 또 다른 사도인 제베대오의 아들 야고보와 동명이인이라 혼동을 피하기 위해 흔히 ‘소(小)야고보’라고 부른다. 야고보는 기독교의 성인 중 한명이다.
기독교에서는 이 야고보를 야고보서의 저자로 알려진 예수의 동생 야고보와 같은 인물인가에 대한 논란이 있다. 로마 가톨릭교회에서는 동일 인물로 여기며 필립보와 똑같은 날짜인 5월 3일이 축일이며, 동방 정교회에서는 다른 인물로 보고 축일은 10월 23일이며, 개신교에서도 대체로 별개의 인물로 보고 있다.

## 행적
야고보는 알패오와 마리아 사이에 태어난 아들이며 예수의 열두 제자 중 한 명이라는 것 외에는 거의 행적이 알려져 있지 않다. 
할머니 마리아는 예수 그리스도의 어머니인 성모 마리아와 친척 관계였으므로 야고보 역시 예수와 혈통이 이어져있기 때문에 친척에 해당한다.
/ 때문에 그는 ‘예수의 형제또는 ‘예수의 동생’으로 언급된다. /-잘못된 정보, 언급하는 야고보는 실제 혈육인 동생이자 초대교회 장로 야고보를 뜻함..)
신약성서에서는 그에 관한 언급이 별로 없다. 전승에 의하면 그는 어려서부터 신앙심이 두터워 엄격하고 경건한 수양 생활을 했기 때문에 고기와 술을 일절 입에 대지 않았으며, 외모를 가꾸지 않았고, 긴 겉옷과 망토만 몸에 걸치고 맨발로 돌아다녔다고 한다. 오랜 기도생활로 그의 무릎은 낙타의 발바닥처럼 되었다. 또한 유대인으로서의 율법도 하루도 거르지 않고 잘 준수하였다.
야고보는 어린 시절부터 예수와 매우 가깝게 생활을 함께하였고 70인 제자 중에 한 제자로 부름을 받았다. 성령 강림 이후, 야고보는 예루살렘 교회를 위탁받아 예루살렘의 첫 번째 주교로 선출되어 교회를 다스리며 포교 활동을 열심히 하였다(사도 12,17; 21,17-18). 야고보는 처음으로 미사의 여러 예식을 제정하여 사용하였고 훗날 그의 예식서는 바실리오와 요한 크리소스톰에 의해 간략하게 축소된다.
그리고 유대로부터 내려온 어떤 사람들이 다른 지역의 형제들에게 모세의 관례대로 할례를 받지 않으면 구원을 받지 못한다고 하여 바울과 바나바와 그 사람들사이에 분재과 논쟁이 일어났다(행15:1-2) 그래서 예루살렘에 있는 사도들과 장로들에게 바울과 바나바가 오자, 예루살렘 공의회에서 사도들과 장로들은 논의를 거쳐 오직 주 예수 그리스도의 십자가구원과 거듭남으로 인하여 모든 하나님의 자녀들은 구원을 받으며 할례는 전혀 상관이 없다는 베드로의 말을 온 무리가 잠잠히 받아들이자 공식적이고 최종적으로 야고보가 다시 동일한 판결을 하면서 선포하였다. 그래서 예루살렘 공의회에서는 다른 지역의 형제들에게 다만 우상에게 바친 부정한 것과 음행과 목졸라 죽인 것과 피를 멀리하라고 권하였다.(행15:5-21)

또한 그는 그리스도인들에게 수많은 서한을 작성하기도 하였는데, 그 중의 하나가 신약성서에서 야고보 서간이라는 이름으로 전해지고 있다. 한편 베드로가 자신이 기적적으로 감옥을 빠져나온 사실을 알려주라고 이른 사람이 바로 이 야고보이며(사도 12,17), 바울로가 기독교로 개종한 다음 처음으로 접촉한 사람도 역시 야고보였다(사도 15,13-29).
전승에 따르면, 야고보는 그를 시기하고 경계하던 바리사이 파에 의해 순교했다고 전해진다. 바리사이 파는 부활절 날 야고보를 강제로 끌어내어 예루살렘 성전에 끌고 가 각종 감언이설을 늘어놓으며 배교할 것을 강요하였다. 그러나 야고보가 끝까지 배교를 거부하며 버티자 화가 난 바리사이 파는 즉시 그를 성전 꼭대기에서 떠밀려 떨어뜨린 다음 일제히 돌로 쳤기 때문에 야고보는 그 자리에서 순교했다고 한다.

## 같이 보기
- 예수의 동생 야고보
- 제베대오의 아들 야고보
- 야곱